# Andrzej Kasia
Andrzej Kasia (ur. 19 grudnia 1934, zm. 15 lutego 2002) – polski historyk filozofii starożytnej i średniowiecznej.

## Życiorys
Doktor hab. nauk humanistycznych o specjalności historia filozofii starożytnej, profesor na Wydziale Filozofii i Socjologii Uniwersytetu Warszawskiego oraz w Wyższej Szkole Komunikowania i Mediów Społecznych im. Jerzego Giedroycia w Warszawie.
Habilitował się w 1992 na Wydziale Filozofii i Socjologii Uniwersytetu Warszawskiego na podstawie pracy Chrześcijaństwo i średniowiecze. Mit wieków średniowiecznych w XIX i XX stuleciu.
Ojciec Katarzyny Kasi. Był żonaty z Igą Cembrzyńską-Kasią. Jego drugą żoną była Barbara Kasia (z domu Czerska, primo voto Czerska-Pieńkowska).
Spoczywa na cmentarzu komunalnym Północnym na Wólce Węglowej w Warszawie.
Był wątpiącym chrześcijaninem, badaczem św. Augustyna.

## Publikacje
- Metamorfozy diabła
- Wiara i rozum. Szkice o Ojcach Kościoła
- Bóg w słuchawce telefonu[2]